# Umowa konsensualna
Umowa konsensualna – jeden z rodzajów umów. Zostaje zawarta, gdy dwie lub więcej stron złożą zgodne oświadczenia woli.
Staje się ona skuteczna solo consensu, przez samo porozumienie. 
To odróżnia ją od umów realnych, do których skuteczności potrzebny jest dodatkowy element poza oświadczeniem woli, np. wydanie rzeczy.